# 中国民主建国会

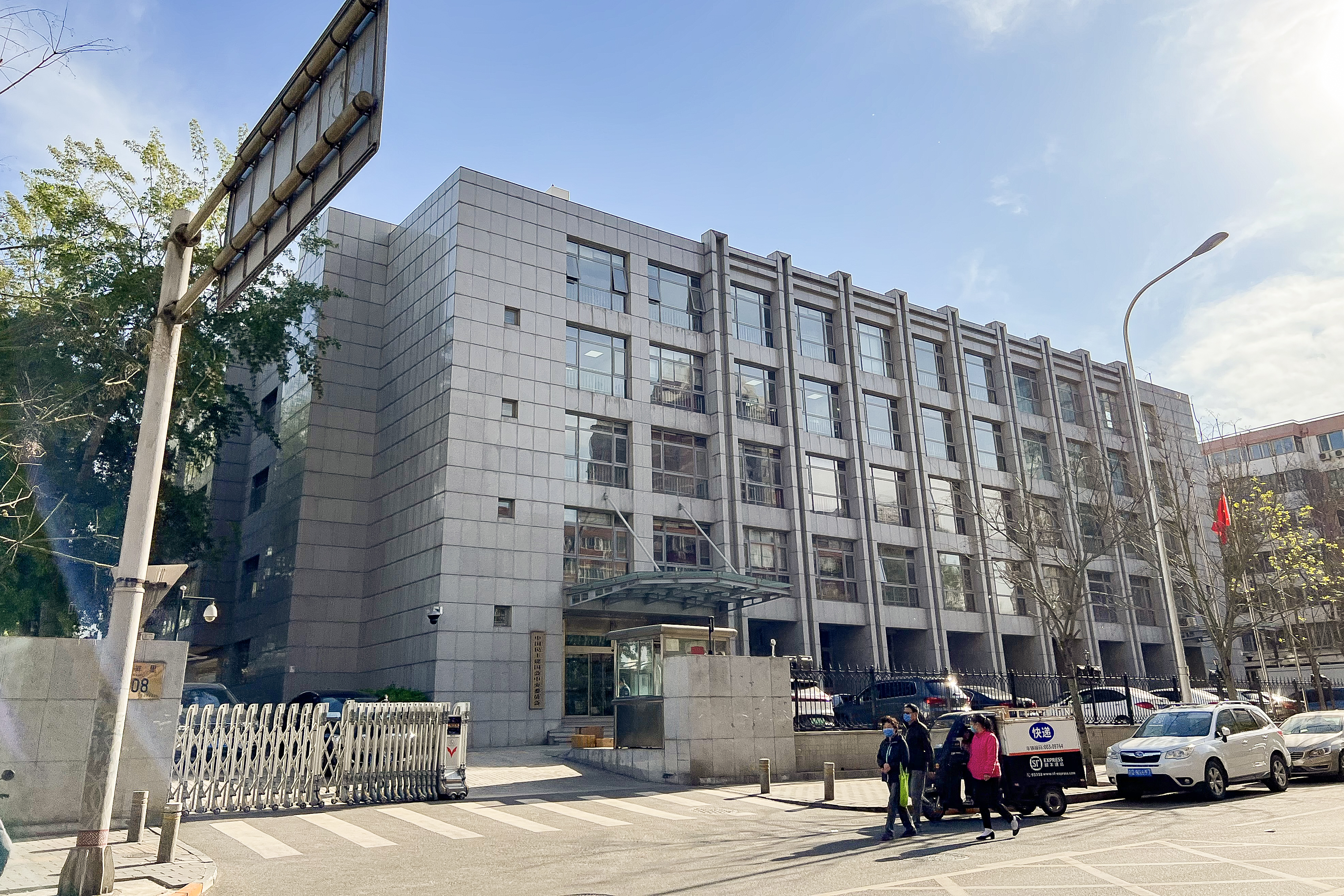
本部の建物

中国民主建国会（ちゅうごくみんしゅけんこくかい）は、中華人民共和国の衛星政党の一つ。略称は民建。
1945年12月16日に重慶にて結成。中国民主同盟のメンバーであった職業教育社と、遷川工廠連合会、中国工業経済研究所が合同して「民主建国会」として成立。1952年に党名を｢中国民主建国会」に変更している。成立当初の主席は章乃器（1963年に除名されている）。
成立当初の方針は、大資本、大地主に制限を加える一方で、中小企業、小作農の活性化を図り、また、地主の利益の保護を謳っていた。また、中国国民党、中国共産党両党に対等な立場で意見する｢第三勢力（中間勢力）」と規定していた。
現在の党員数は約7万8千人、中央委員会主席は成思危。
日本で活動する孔健は民主建国会の党員である。